# Constant Vanden Stock Stadium
O Constant Vanden Stock Stadium (francês: Stade Constant Vanden Stock, holandês: Constant Vanden Stockstadion [kɔstɑː vɑndɛn stɔkˌstaːdijɔn]) é um estádio de futebol, localizado no município de Anderlecht, Bruxelas, Bélgica. É a casa do R.S.C. Anderlecht. Foi o palco da semifinal da Eurocopa de 1972 no jogo da Hungria contra a União Soviética, bem como vários jogos da Seleção Belga de Futebol.

## Visão geral
Foi em 1917 que o RSC Anderlecht inaugurou, na fronteira do Meir Park (mais tarde renomeado Astrid Park), um novo estádio. Eles o nomearam de Estádio Émile Versé, em homenagem a um patrono generoso. Mais tarde, foram colocados postes de concreto. 
No entanto, em 1983, o estádio foi completamente reconstruído e tomou o nome do então presidente do clube e ex-jogador Constant Vanden Stock (falecido em 2008). A sua capacidade foi reduzida para 28.063, com 21.163 lugares sentados. Durante as competições europeias, o estádio diminui a sua capacidade. 
Em 2010, o filho de Constant Vanden Stock, Roger, anunciou junto com o presidente do Anderlecht, Herman Van Holsbeeck, que o clube iria construir um terceiro anel acima dos dois existentes para aumentar a capacidade do estádio para 30 mil lugares. Essas obras foram concluídas em 2013.
O endereço do estádio é Avenue Théo Verbeecklaan 2, B-1070 Anderlecht. Está localizado perto da estação de metro Saint-Guidon / Sint-Guido. Os adeptos rivais devem parar na estação de metro Aumale para as partidas da Champions League devido a medidas de segurança. O estádio hospeda um restaurante, uma cafeteria e uma loja oficial do clube.
O principal jogo de clube que esse estádio recebeu foi o da final da Copa da UEFA de 1970, no jogo em que o Anderlecht empatou com o Tottenham Hotspur em 1-1. Em termo de seleções, o principal jogo que o estádio recebeu foi a semi-final da Eurocopa de 1972 entre Hungria e União Soviética.